# Il profumo dell'oro
Il profumo dell'oro (CASH) è un film del 2023 diretto da Jérémie Rozan.

## Trama
Determinato a trarre profitto dal suo ingrato lavoro, un operaio decide di trafficare profumi di lusso sotto il naso del suo capo.

## Distribuzione
Il film è stato distribuito sulla piattaforma Netflix a partire dal 6 luglio 2023.